# کی‌ایچیرو هیرانوما
هیرانوما کی‌ایچیرو (انگلیسی: Hiranuma Kiichirō؛ زاده ۲۸ سپتامبر ۱۸۶۷ درگذشته ۲۲ اوت ۱۹۵۲) یک سیاست‌مدار اهل ژاپن بود.